# Shawn Rhoden
Shawn Rhoden (Kingston, 2 aprile 1975 – Las Vegas, 6 novembre 2021) è stato un culturista giamaicano naturalizzato statunitense.
Soprannominato Flexatron oppure Jamaican Muscle Machine ("La macchina di muscoli giamaicana") per via delle origini, è stato un professionista iscritto alla IFBB dal 2010 al 2018. Dopo una discreta carriera amatoriale, nel 2011 ha compiuto il suo esordio al prestigioso concorso di Mister Olympia, piazzandosi all'11º posto. Autore di una rapida ascesa e sempre incluso nella top 5 finale per le successive sei edizioni (con quattro podi), nel 2018 ha vinto il titolo di Mister Olympia ponendo fine alla striscia di vittorie del sette volte campione Phillip Heath e divenendo così il più anziano vincitore della manifestazione all'età di 43 anni e 5 mesi.
Acclamato per le sue linee armoniose e le masse non esageratamente voluminose, è stato uno dei culturisti più apprezzati degli anni duemiladieci.

## Biografia
Nato nella capitale giamaicana di Kingston, emigrò negli Stati Uniti d'America all'età di 10 anni. Aspirante calciatore nell'adolescenza, iniziò a praticare bodybuilding nel 1992, grazie a suo cugino e ispirato dal Mr. Universo in carica Yohnnie Shambourger, che gli fece da mentore fino al debutto nella NPC.
Durante la carriera amatoriale ebbe svariati infortuni, tra cui un infortunio alla mano che lo lasciò con nove tendini, infortunio dal quale i dottori previdero l'impossibilità di utilizzare ancora la mano per scrivere, usare un martello, suonare il pianoforte ed utilizzare i pesi. Inoltre ebbe un altro infortunio alla schiena eseguendo squat con 230 kg. A questi si aggiunse la morte del padre, suo grande sostenitore e motivatore, a causa di un cancro, che causò a Rhoden depressione che sfociò in abuso di alcool. Questi fattori causarono il suo temporaneo abbandono del bodybuilding.
Dopo sette anni tornò ad allenarsi e rientrò a gareggiare nel circuito NPC.
Nel 2009 vinse il North America nei pesi massimi che gli fecero ottenere la pro card della IFBB.
Debuttò da professionista nel 2010 all'Europa Supershow dove si classificò 16°. Questo piazzamento gli diede la giusta motivazione per ripresentarsi nettamente migliorato un anno più tardi alla stessa competizione classificandosi terzo, riuscendo ad ottenere grazie ad esso la qualificazione al Mister Olympia del 2011.
Al primo Mr. Olympia a cui partecipò, nel 2011, arrivò 11°, consacrandolo uno dei migliori culturisti al mondo.
Nel 2012, grazie anche al suo nuovo preparatore Chris Aceto, vinse il Tampa Pro, l'Europa Dallas, e arrivò 3º al Mister Olympia. Nello stesso anno vinse il British Gran Prix e l'Arnold Classic Europe a Madrid, per poi ottenere un secondo posto al Prague Pro.
Nel 2013 arrivò quarto al Mister Olympia e nel 2014 partecipò all'Arnold Classic dove arrivò secondo. Dopo due terzi posti alle edizioni 2014 e 2015, nel 2016 si classificò al secondo posto davanti a Dexter Jackson e dietro al pluricampione Phil Heath.
Ripresentatosi nel 2018 per la gara annuale di Mister Olympia, alla sua ottava partecipazione raggiunse i vertici della disciplina detronizzando il sette volte campione Phil Heath grazie a una migliore condizione fisica. Tale vittoria lo rese il più anziano vincitore della manifestazione all'età di 43 anni e 5 mesi. Successivamente fu sponsorizzato dalla compagnia di integratori Scitec Nutrition e dalla marca di accessori tecnici Schiek.
In procinto di difendere il titolo conquistato un anno prima, nell'estate del 2019 fu accusato di violenza sessuale e conseguentemente squalificato a tempo indeterminato dalla IFBB: tale provvedimento gli impedì di partecipare a qualsiasi competizione sanzionata dall'organizzazione mondiale di culturismo, ponendo di fatto fine alla sua carriera professionistica. Successivamente venne prosciolto dai capi di accusa.

### Ultimi anni e morte
Da oltre due anni lontano dalle competizioni, morì stroncato da un arresto cardiaco il 6 novembre 2021, all'età di 46 anni.

## Vita privata
Dal 1990 al 2021 ha vissuto nel Maryland, negli Stati Uniti d'America. 
Nel luglio 2015 ha avuto una figlia, Cora, con la compagna Michelle Sugar. La coppia, sposatasi nel 2018, ha divorziato nel medesimo anno a seguito delle vicende extrasportive che hanno coinvolto il culturista.

## Vittorie conseguite e piazzamenti
- 2018 IFBB Mr.Olympia 1°
- 2017 IFBB Arnold Classic Europe 3°
- 2017 IFBB Mr. Olympia 5°
- 2016 Mr. Olympia Europe 2°
- 2016 EVLS Prague Pro 4°
- 2016 Kuwait Pro 3°
- 2016 IFBB Arnold Classic Europe 4°
- 2016 IFBB Mr.Olympia 2°
- 2015 IFBB EVLS Prague Pro 3°
- 2015 IFBB Arnold Classic Europe 2°
- 2015 IFBB Olympia Weekend 3°
- 2014 IFBB San Marino Pro 1°
- 2014 IFBB EVLS Prague Pro 3°
- 2014 IFBB Dubai Pro 2°
- 2014 IFBB Arnold Classic Europe 2°
- 2014 IFBB Olympia Weekend 3°
- 2014 IFBB Australia Pro Grand Prix XIV 1°
- 2014 IFBB Arnold Classic 2°
- 2013 IFBB Arnold Classic Europe 4°
- 2013 IFBB Olympia Weekend 4°
- 2012 IFBB EVLS Prague Pro 2°
- 2012 IFBB British Grand Prix 1°
- 2012 IFBB Arnold Classic Europe 1°
- 2012 IFBB Olympia Weekend 3°
- 2012 IFBB Dallas Europa Supershow 1°
- 2012 IFBB PBW Tampa Pro 1°
- 2012 IFBB Arnold Classic 8°
- 2012 IFBB FLEX Pro 4°
- 2011 IFBB Olympia 11°
- 2011 IFBB Europa Super Show, Dallas 3°
- 2010 IFBB Europa Super Show 16°
- 2009 IFBB North American Championships 1°
- 2009 NPC Delaware Open Bodybuilding Fitness & Figure 1°
- 2001 NPC Team Universe Championships 2°
- 2000 NPC Team Universe Championships 4°
- 1999 NPC Team Universe Championships 3°